# Gevlekte platte waterwants
De gevlekte platte waterwants of gevlekte zwemwants (Naucoris maculatus) is een wants uit de familie van de Naucoridae (Platte waterwantsen). De soort werd het eerst wetenschappelijk beschreven door Johan Christian Fabricius in 1798.

## Uiterlijk
De redelijk brede, platte, ovale wants heeft geen volledige vleugels (brachypteer) en kan 9 tot 10 mm lang worden. De wantsen zijn groenbruin of olijfbruin gekleurd. Het halsschild en de kop zijn lichter. De kop heeft twee smalle lijntjes in het midden die naar achter uitlopen in twee bruine vlekken. Het halsschild heeft een W-vormige bruine vlek. Het achterlijf is vooral bij de vrouwtjes zeer breed, de rand (connexivum) is geelbruin. De voorvleugels zijn dicht bedekt met fijne putjes. Alle pootjes zijn geel van kleur, de voorpootjes zijn kort en krachtig en hebben een tangvorm.

## Leefwijze
De soort doorstaat de winter als volgroeide wants en kent één generatie in het jaar en leeft van diverse kleine waterdiertjes. De wantsen zijn niet kieskeurig en leven in diverse soorten water. Ze komen voor in matig voedselrijke vennen en laagveenplassen maar ook in vijvers, dichtbegroeide beekjes en brak water.

## Leefgebied
De soort is in Nederland zeldzaam. De wants komt voor in West-Europa en in het zuiden met uitzondering van Groot-Brittannië.